# Стойло

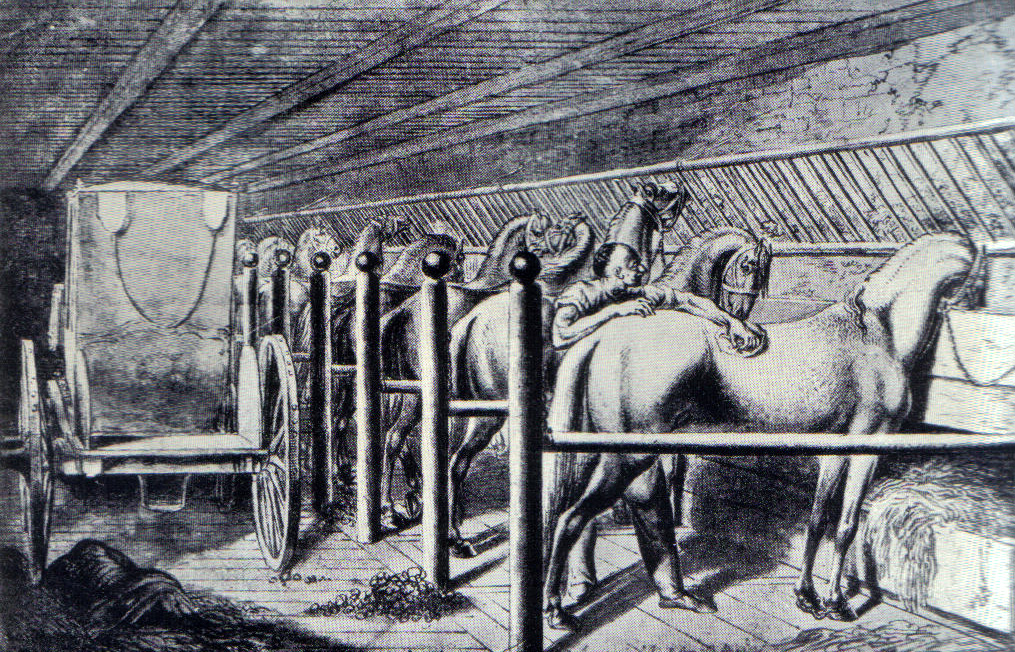
Лошади в стойлах (1773)

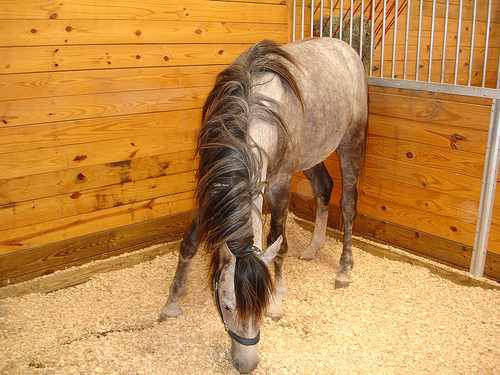
Лошадь в деннике

Сто́йло (также денни́к) — место индивидуального содержания сельскохозяйственных животных, выгороженное пространство в конюшне, коровнике или хлеве.
Стойломе́сто — единица измерения вместимости животноводческого объекта, представляющая стойло для одной единицы скота.

## Описание
Стойло отличается от денника тем, что стойло гораздо у́же денника и рассчитано на то, что животное не будет в стойле разворачиваться; обычно это требует поместить животное на привязь. Денник по крайней мере вдвое шире (часто денники образуются объединением двух стойл), рассчитан на беспривязное содержание животного и потому выполняется в виде закрытого помещения. В стойлах обычно содержат коров и рабочих лошадей, денники рассчитаны на племенных и скаковых лошадей, жеребых кобыл и других животных, нуждающихся в особом уходе.
Г. Г. Карлсен рекомендует глубину стойла и денника для лошадей в 2,85 метра (3,10 метра для крупных лошадей), а ширину в 1,60 метра (1,80) для стойл и 3,20 метра (3,60) для денников. М. С. Рудоминер предлагает слегка бо́льшие размеры: глубину 3,30 метра (3,50) и ширину 1,75 метра для стойла и 3,45 (3,65) для денника.